# Sender Moseltal
Der Sender Moseltal ist eine Einrichtung des Saarländischen Rundfunks zur Verbreitung von Hörfunkprogrammen auf dem Hammelsberg bei Perl. Die Inbetriebnahme erfolgte 1967. Als Antennenträger wird seit 1996 ein 75,2 m hoher abgespannter Stahlrohrmast verwendet, der einen 50 m hohen abgespannten Stahlfachwerkmast ersetzte.

## Frequenzen und Programme

### Analoger Hörfunk (UKW)
| Frequenz (MHz) | Programm               | RDS PS   | RDS PI | Regionalisierung | ERP (kW) | Antennendiagramm rund (ND)/gerichtet (D) | Polarisation horizontal (H)/vertikal (V) |
| -------------- | ---------------------- | -------- | ------ | ---------------- | -------- | ---------------------------------------- | ---------------------------------------- |
| 88,6           | SR kultur              | SRkultur | D3B2   | –                | 5        | D (300°-60°)                             | H                                        |
| 91,9           | SR 1 Europawelle       | __SR_1__ | D3B1   | –                | 5        | D (300°-60°)                             | H                                        |
| 96,1           | SR 3 Saarlandwelle     | __SR_3__ | D3B3   | –                | 5        | D (300°-60°)                             | H                                        |
| 100,3          | Radio Salü             | _SALUE__ | D3B8   | –                | 5        | D (300°-60°)                             | H                                        |
| 106,2          | Deutschlandfunk Kultur | Dlf_Kult | D220   | –                | 5        | D (300°-60°)                             | H                                        |

### Digitales Radio (DAB / DAB+)
Das Digitalradio (DAB+) wird in vertikaler Polarisation und im Gleichwellenbetrieb mit anderen Sendern ausgestrahlt.
Bis zum 7. Januar 2012 wurde auf DAB-Kanal 8B zusammen mit privaten Radioprogrammen gesendet. Seit der Umstellung auf DAB-Kanal 9A werden momentan ausschließlich Radioprogramme des SR gesendet.
| Block                    | Programme | ERP (in kW) | Antennendiagramm rund (ND)/ gerichtet (D) | Gleichwellennetz (SFN) |
| ------------------------ | --- | ----------- | ----------------------------------------- | --- |
| 9A Saarland 1 (D__00238) | DAB+ Block des SR - SR 1 (120 kbps) - SR Kultur (120 kbps) - SR 3 Saarlandwelle (120 kbps) - Unserding (120 kbps) - Antenne Saar (96 kbps) - WDR Maus (72 kbps) | 0,5         | D                                         | Bliestal (Webenheim-Hahnen), Felsberg, Mettlach (St. Gangolf), Moseltal (Oberperl-Hammelsberg), Saarbrücken (Göttelborner Höhe), Saarbrücken (Halberg), Spiesen, Tholey (Schaumberg) |

### Analoges Fernsehen (PAL)
Bis Dezember 2007 diente die Sendeanlage zusätzlich auch als Füllsender für analoge TV-Programme:
| Kanal | Frequenz (MHz) | Programm       | ERP (kW) | Antennendiagramm rund (ND)/ gerichtet (D) | Polarisation horizontal (H)/ vertikal (V) |
| ----- | -------------- | -------------- | -------- | ----------------------------------------- | ----------------------------------------- |
| 9     | 203,25         | Das Erste (SR) | 0,05     | D                                         | V                                         |
| 51    | 711,25         | ZDF            | 0,12     | D                                         | H                                         |
| 54    | 735,25         | SR Fernsehen   | 0,12     | D                                         | H                                         |